# Herritslev
Herritslev er en landsby vest for Nysted på Lolland. Den befinder sig i Guldborgsund Kommune og tilhører Region Sjælland. Landsbyens navn kommer af mandsnavnet Hariradan med efterleddet lev, hvilket betyder ”Hariradans efterladte ejendom”.
Stednavne med efterleddet lev er ældre end år 800 og tilhører normalt byer af en vis størrelse og betydning. Herritslev har da også både kirke og der omtales en skole i 1699. Omkring 1720 blev der opført en rytterskole. I 1960’erne et større plejehjem, Solgården, fælles for en del sogne vest for Nysted. Institutionen eksisterer endnu i ændret form. 

## Overblik
- før 1855: skole og vindmølle
- før 1899: andelsmejeri med forsamlingssal (Brydebjerg)
- før 1923: andelselektricitetsværk, brugsforening, fattighus med kommunalstue
- 1939: andelsvandværk
- før 1955: kommunekontor, sognebibliotek (1942 med 1800 bind), postekspedition

## Administrativt/kirkeligt tilhørsforhold

### Tidligere
- Musse Herred, Ålholm Len, Ålholm Amt, Maribo Amt, Storstrøms Amt, Herritslev Sognekommune, Nysted Kommune
- Fyens Stift

### Nuværende
- Region Sjælland, Guldborgsund Kommune
- Lolland-Falsters Stift, Lolland Østre Provsti, Døllefjelde-Musse-Herritslev Pastorat, Herritslev Sogn

- Den tidligere brugs
- Blik mod vest med det tidligere SID-kontor
- Kirken